# Campsiura reflexa
Campsiura reflexa är en skalbaggsart som beskrevs av Moser 1913. Campsiura reflexa ingår i släktet Campsiura och familjen Cetoniidae. Inga underarter finns listade.